# نجیب و پاکدامن
نجیب و پاکدامن (ایتالیایی: Casta e pura) یک کمدی سکسی ایتالیایی به کارگردانی سالواتوره سامپری است که در سال ۱۹۸۱ میلادی منتشر شد.

## بازیگران
- لائورا آنتونلی
- فرناندو ری
- ماسیمو رانیری
- انتسو کاناواله
- کریستین دسیکا
- والریا فابریتسی
- ریکاردو بیلی
- وینچنتسو کروچیتی
- لوئیس سیخس
- السا واتسولر